# Lucimar da Silva Ferreira
Lucimar da Silva Ferreira (Planaltina, 8 de maio de 1978), mais conhecido como Lúcio, é um ex-futebolista brasileiro que atuava como zagueiro.
Foi um jogador conhecido pela sua força física, pelo seu jogo aéreo e pela sua presença no ataque, o que lhe rendeu a marca de 52 gols marcados na carreira. Quase uma unanimidade entre os torcedores e especialistas brasileiros, Lúcio é o sexto jogador que mais vezes vestiu a camisa da Seleção Brasileira, com 106 presenças, e o segundo zagueiro com mais jogos. além de ter sido o capitão da equipe canarinha na Copa do Mundo FIFA de 2010 e na Copa América de 2011.
Iniciou sua carreira profissional em 1997 quando, em seu primeiro jogo após a transferência do Planaltina para o Guará, enfrentou o Internacional pela Copa do Brasil e, mesmo seu time perdendo por 7–0, Lúcio agradou aos olheiros colorados; o clube gaúcho desembolsou 300 mil reais pelo seu passe. Atuou pelo Inter até 2000, quando, mesmo cobiçado pelo Barcelona, negociou sua ida para o Bayer Leverkusen. Lá, teve grande atuação na Liga dos Campeões da UEFA em sua primeira temporada, levando a equipe até a final e marcando o único gol dos alemães na derrota de 2–1 para o Real Madrid. Eleito o melhor jogador da Bundesliga de 2001–02, em 2004 acertou sua ida para o Bayern de Munique por 12 milhões de euros, onde viria a conquistar o tricampeonato alemão. Preterido pelo técnico Louis van Gaal, em 2009, Lúcio transferiu-se para a Internazionale, onde conquistou a Liga dos Campeões da UEFA de 2009–10 e a Copa do Mundo de Clubes da FIFA.
Após acumular passagens conturbadas por Juventus e São Paulo, assinou por dois anos com o Palmeiras em 2014, ano do centenário da equipe. Apesar da sua contratação ter a aprovação de mais de 80% da torcida, segundo pesquisas, em campo o zagueiro não correspondeu. Em maio de 2015 o clube anunciou a rescisão do seu contrato.
Integrou a Seleção Brasileira entre 2000 e 2011, recebendo a braçadeira de capitão da equipe em 2006, após o técnico Dunga ter assumido. Lúcio acumulou uma série de conquistas importantes pela Seleção Canarinha, como a Copa do Mundo FIFA de 2002, a Copa das Confederações de 2005 e a Copa das Confederações de 2009, quando marcou o gol do título.

## Carreira

### Primeiros anos
Inicialmente um atacante de boa técnica, Lúcio foi deslocado para a zaga por conta do seu porte físico. O jogador, que atuou nas categorias de base do Planaltina, profissionalizou-se no ano de 1997, pelo Guará, do Distrito Federal. Sua boa atuação na derrota por 7–0 para o Internacional, em jogo válido pela Copa do Brasil, no Estádio Mané Garrincha, foi destaque e agradou os olheiros do clube gaúcho; com isso, o Colorado desembolsou 300 mil reais pelo jogador. Em três anos pelo Inter, Lúcio atuou em 61 partidas e marcou cinco gols.

### Bayer Leverkusen
Teve sua transferência confirmada no dia 9 de dezembro de 2000, sendo contratado pelo Bayer Leverkusen por 8,3 milhões de dólares. Na Alemanha, Lúcio teve boa passagem pelo clube entre 2001 e 2004, e posteriormente viveria grande fase no Bayern de Munique entre 2004 e 2009. O zagueiro foi ídolo durante sua passagem pelo futebol do país, e conforme declarações de Jürgen Klinsmann, ex-treinador da Seleção Alemã, Lúcio seria o brasileiro predileto dos alemães para jogar em sua Seleção, caso se naturalizasse.
Apesar de não ter conquistado títulos pelo Leverkusen, Lúcio fez uma boa campanha na Liga dos Campeões da UEFA de 2001–02, sendo um dos principais nomes da equipe comandada por Klaus Toppmöller. Titular na final realizada no dia 15 de maio, o zagueiro marcou o gol dos alemães na derrota por 2–1 para o Real Madrid. A partida, realizada no Hampden Park, em Glasgow, ficou marcada por um golaço antológico do francês Zinédine Zidane.
No total pelo clube alemão, Lúcio atuou em 139 partidas e marcou 21 gols.

### Bayern de Munique
Eleito melhor jogador da Bundesliga de 2001–02, em 2004 acertou sua ida para o Bayern de Munique por 12 milhões de euros, onde viria a conquistar o tricampeonato alemão.
Durante a Copa das Confederações FIFA de 2009, Lúcio recebeu a notícia de que não jogaria pelo Bayern de Munique na próxima temporada, pois o clube não renovaria seu contrato devido a uma renovação do elenco por jogadores mais novos, fato que causou muita polêmica entre os torcedores do Bayern, favoráveis a permanência do jogador.

### Internazionale

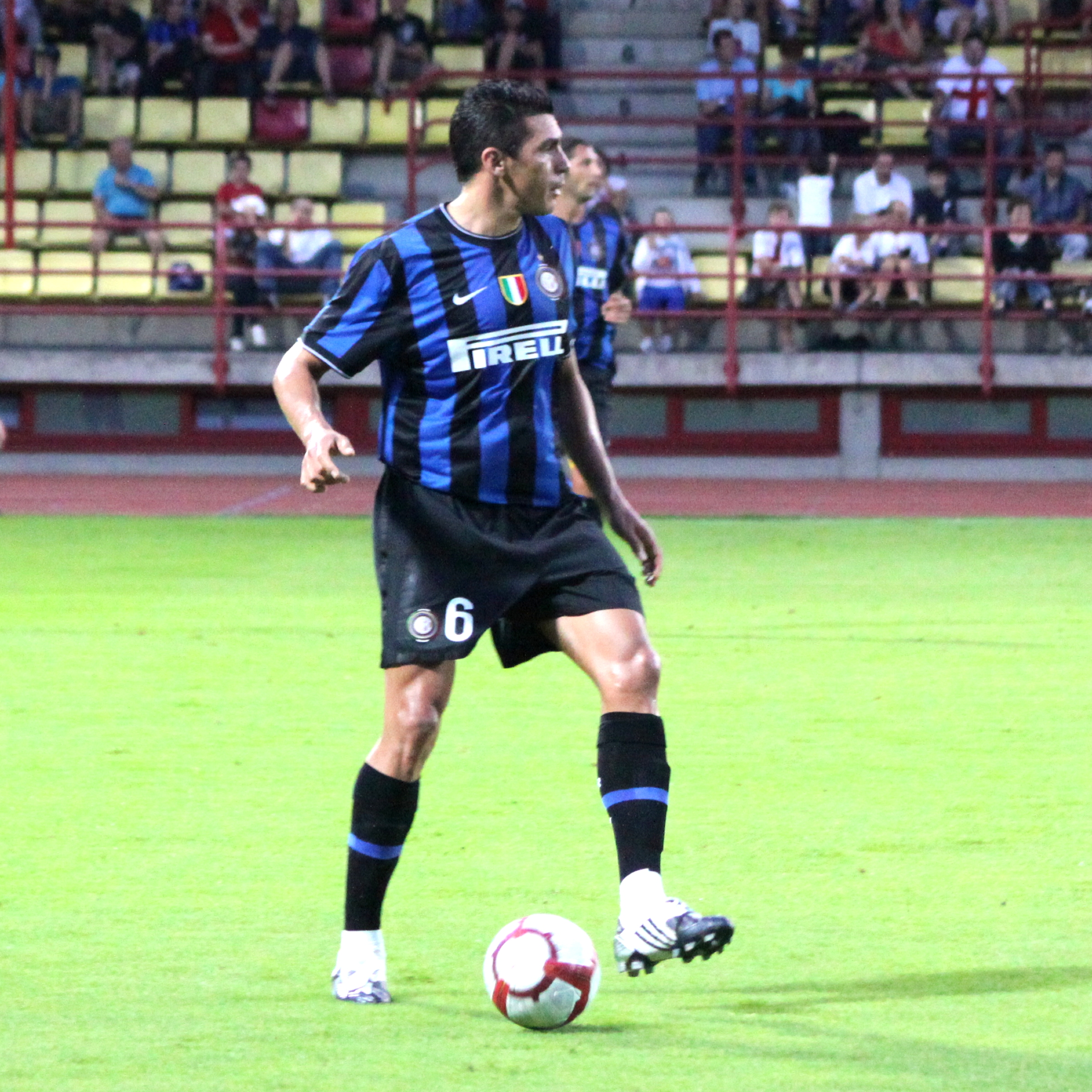
Lúcio atuando pela Internazionale em 2009

Foi anunciado pela Internazionale no dia 26 de julho de 2009, assinando com a equipe italiana por três anos e recebendo a camisa 6.
Em sua primeira temporada pelo clube, o zagueiro foi um dos principais destaques da equipe comandada por José Mourinho que conquistou a tríplice coroa (Liga dos Campeões da UEFA, Serie A e Copa da Itália). Curiosamente, na final da Champions, no dia 22 de maio de 2010, Lúcio enfrentou o seu ex-clube, o Bayern, e foi fundamental na vitória da Inter por 2–0.
Após três anos de um casamento praticamente perfeito com a Internazionale de Milão, Lúcio resolveu pedir o divórcio em junho de 2012. Ansioso por novos ares, o brasileiro pediu para sair do clube italiano e foi atendido.

### Juventus
No dia 4 de julho de 2012, Lúcio assinou com a Juventus por dois anos. No mesmo ano, sagrou-se campeão da Supercopa da Itália em uma vitória por 4–2 sobre o Napoli, conquistando assim seu primeiro e único título com a camisa da Velha Senhora. Cinco meses depois, no dia 17 de dezembro, veio o anúncio de que Lúcio e a Juventus encerravam o contrato de modo consensual. O jogador teve uma participação frustrada na Juventus, tendo atuado em apenas quatro jogos: duas partidas na Liga dos Campeões da UEFA, uma da Supercopa da Itália e uma vitória na Serie A italiana. No dia 16 de dezembro, acertou sua saída da equipe de Turim e confirmou as negociações que se desenvolviam desde meados de 2012 para seu retorno ao Brasil em 2013.

### São Paulo
No dia 18 de dezembro de 2012, dois dias depois de deixar a Juventus, Lúcio fechou por dois anos com o São Paulo, concretizando, depois de doze anos na Europa, seu retorno ao futebol brasileiro. Acostumado à Europa, Lúcio, depois de mais de uma década no futebol europeu, afirmou que tenta vencer a timidez e ter mais momentos de descontração, fatores que lhe faziam falta no Velho Continente. A mesma língua, além do mais, foi outro ponto que tem beneficiado o zagueiro a se "soltar" no novo clube.
Em março de 2013, após a derrota tricolor para o Arsenal de Sarandí por 2–1, pela Libertadores, Lúcio questionou sua substituição, feita pelo técnico Ney Franco, alegando que, quando saíra, o resultado era 0–0. Com relação a ter deixado o campo contrariado, o zagueiro se justificou da seguinte maneira: "Não fiquei bravo, fiquei triste. Não fui para o ônibus antes de acabar a partida. Eu assisti à partida do vestiário, que fica a dois metros do campo. Triste, todo o mundo fica (quando é substituído). Quando eu não ficar mais triste tenho que parar de jogar futebol". Dias depois, o jogador revelou ter falado "o que não devia" a Franco e a este, ainda na Argentina, pediu desculpas pelo incidente. Ainda para o zagueiro: " Estamos todos no mesmo barco e quero ajudar o São Paulo a reverter esta situação em que estamos."
A má fase do zagueiro o levou a perder a posição de titular. No entanto, no dia 7 de abril, quando foi escalado o time reserva são-paulino diante do Botafogo de Ribeirão, Lúcio marcou um gol de falta e foi um dos líderes na vitória por 3–1, fora de casa.
Após a classificação heroica para cima do Atlético Mineiro, Lúcio prejudica o São Paulo ao ser expulso no jogo de ida das oitavas da libertadores contra o mesmo Atlético Mineiro, quando seu time ganhava por 1–0. Mas após a expulsão do jogador, o time, que até então tinha uma partida excelente, caiu de qualidade e se viu tomando dois gols, o primeiro de Ronaldinho Gaúcho e o segundo de Diego Tardelli, sofrendo uma virada em pleno Morumbi de 2–1, o que tornou muito difícil a classificação para as quartas de final.
Ainda em baixa no Tricolor, Lúcio fez uma boa estreia no Brasileirão diante da Ponte Preta, marcando, inclusive, um gol na vitória fora de casa por 2–0. Em junho, após o empate fora de casa diante do Atlético-MG por 0–0, pela terceira rodada do Campeonato Brasileiro, Lúcio foi elogiado por Ney Franco. Esquecendo os atritos de um passado recente, o treinador afirmou que o zagueiro, agora, "está dando retorno nos jogos".
No final de julho, no entanto, depois de uma troca de treinadores — Paulo Autuori substituiu Ney Franco — Lúcio, apesar de chances nos primeiros jogos sob o comando do novo técnico, acabou perdendo espaço no elenco, principalmente por, subir ao ataque de maneira afobada e desguarnecer o setor defensivo tricolor. Além do mais, correndo o risco de ficar de fora da excursão à Europa e ao Japão, o zagueiro ainda via a diretoria estudar a rescisão de seu vínculo com o clube.

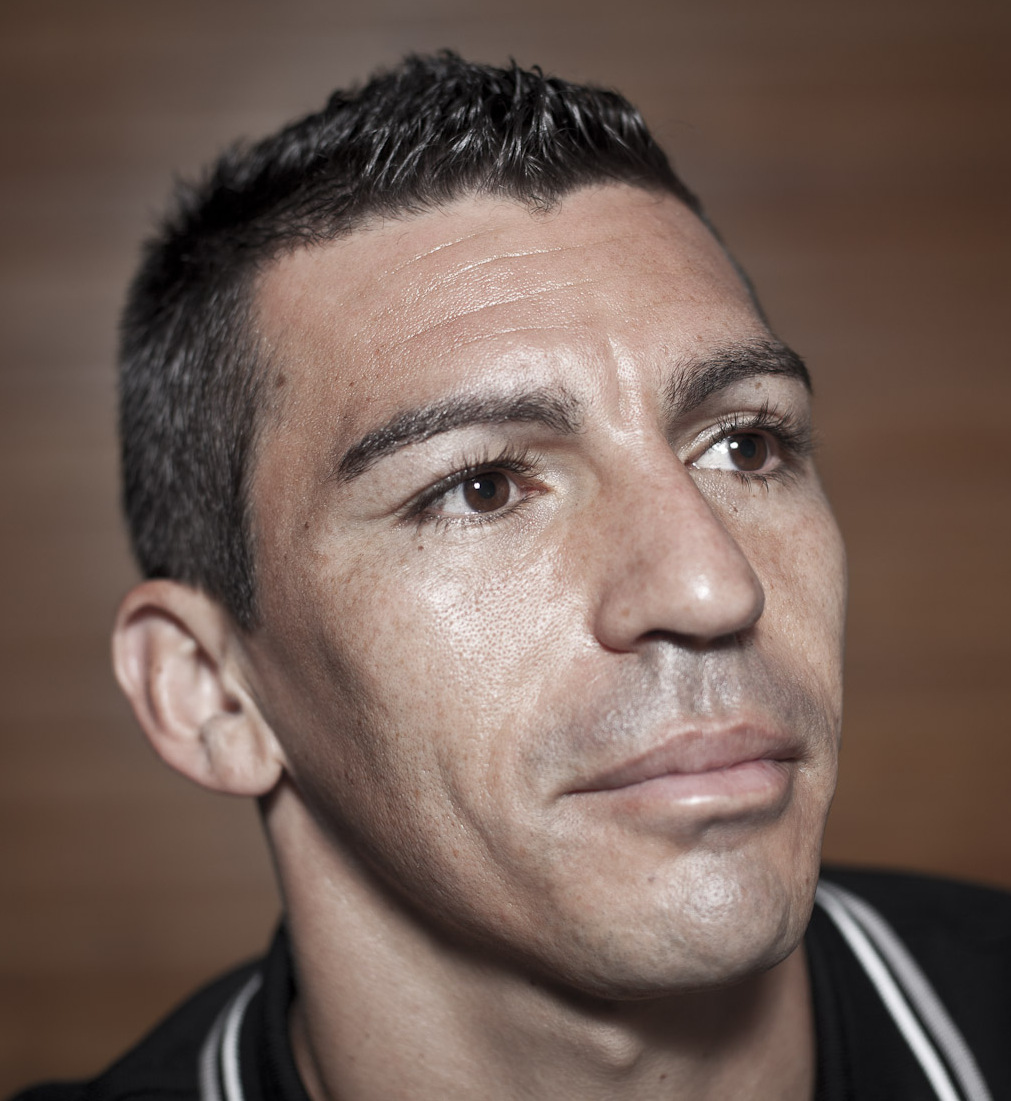
Lúcio em 2013

Além do mais, Lúcio acabaria afastado do elenco são-paulino por insubordinação, após não aceitar críticas de Autuori. O treinador teria atribuído o gol do Internacional, na derrota tricolor por 1–0 aos gaúchos, a uma falha do defensor, que não aceitou as críticas do comandante. Em 6 de agosto seguinte, numa entrevista ao jornal O Globo, o ex-treinador tricolor Ney Franco atribuiu o mau desempenho do pentacampeão mundial.
Como consequência do seu afastamento, Lúcio não viajou à Alemanha para a disputa da Copa Audi, fator que acabou acarretando um prejuízo de 40 mil euros em relação ao valor inicialmente acordado. O que acarretou tal redução foi uma das cláusulas no contrato do campeonato, que exigia a presença do zagueiro, ídolo do Bayern de Munique, clube que o organiza. Mesmo diante da alegação da diretoria tricolor, que argumentou sobre os problemas de insubordinação, os alemães não foram flexíveis e fizeram valer seus direitos.
Sem zagueiros e naufragado numa crise sem precedentes, Lúcio acabou, de solução, se tornando um "imbróglio" ao clube do Morumbi. Após não receber propostas e declinar às ofertas provenientes do mercado oriental, os são-paulinos também temem a rescisão com o zagueiro, que custaria 2 milhões de reais. Além do mais, treinando em separado, também gera severas despesas, já que seu salário está pouco abaixo do teto tricolor. No entanto, apesar de todos os reveses que a manutenção do zagueiro representa financeiramente, o novo diretor de futebol do clube, Gustavo Vieira, confirmou que Lúcio não permaneceria no São Paulo. Se não houvesse acordo com nenhuma outra agremiação, o atleta poderia acabar mesmo sendo dispensado.
Com o fechamento da janela europeia bastante próximo, o clube ainda tentava negociar Lúcio com algum interessado no Velho Continente. As chegadas de Antônio Carlos, do Botafogo, e Roger Carvalho, do futebol italiano, contribuíram para que houvesse o desinteresse são-paulino em manter o pentacampeão. Com a confirmação de seu afastamento, definitivo até segunda ordem, Lúcio perdeu, inclusive, sua camisa 3, que ficou à espera de algum novo atleta para vergá-la. O ex-zagueiro da Juve recebeu tal número de Rafael Tolói, que passou a trajar a 2 na temporada 2013.

### Palmeiras
No dia 2 de janeiro de 2014, Lúcio foi anunciado pelo Palmeiras no ano do centenário do clube alviverde. O pentacampeão mundial com a Seleção aceitou receber metade dos vencimentos daqueles que lhe eram pagos no Tricolor (150 mil reais contra aproximadamente 300 mil).
Após um ano difícil, que terminou de maneira irregular para Lúcio, ele foi afastado do plantel ainda no final de 2014, rescindindo seu contrato em maio de 2015.

### Goa
Em junho de 2015 acertou com o Goa, da Índia, para disputar o Campeonato Indiano. Seu treinador foi o brasileiro Zico. No total, Lúcio atuou em 19 partidas pelo clube e não marcou gols.

### Gama
No dia 7 de dezembro de 2017, após um ano afastado dos gramados, Lúcio foi anunciado como novo reforço do Gama para a disputa o Campeonato Brasiliense de 2018.

### Brasiliense
Foi anunciado como novo reforço do Brasiliense no dia 16 de abril de 2018, chegando para disputar a Série D daquele ano. Aos 41 anos, era o último pentacampeão de 2002 que seguia em atividade. Deixou o clube no dia 10 de outubro de 2019, onde não cravou seu futuro e disse estar analisando propostas.

### Aposentadoria
Aos 41 anos, prestes a completar 42, o zagueiro, que disputou as duas últimas temporadas pelo Brasiliense, anunciou a aposentadoria no dia 29 de janeiro de 2020.

## Seleção Nacional
Sua primeira convocação para a Seleção Brasileira veio no ano de 2000. Estreou pela Seleção no dia 15 de novembro, numa vitória por 1–0 sobre a Colômbia no Estádio do Morumbi. Pouco tempo depois, tornou-se titular absoluto na dupla de zaga da Seleção Canarinho.
Na Copa do Mundo de 2002, teve altos e baixos durante a campanha do pentacampeonato, mas mesmo assim se manteve como titular e jogou todas as sete partidas da Seleção comandada por Felipão.
Quatro anos depois, na Copa do Mundo de 2006, mais uma vez como titular, bateu o recorde de maior tempo sem fazer faltas em Copas do Mundo. Permaneceu 386 minutos sem cometer nenhuma falta, superando o recorde de Carlos Gamarra, que era de 383 minutos.

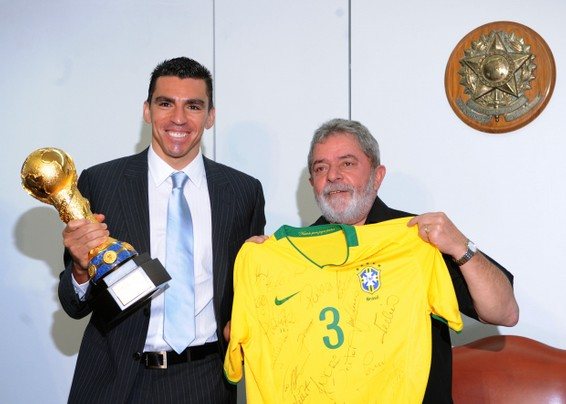
Lúcio e o presidente Lula em 2009

### Era Dunga
Ainda em 2006, após a saída de Cafu da seleção, Lúcio foi nomeado capitão da equipe por Dunga, que assumiria o comando depois da decepção no Mundial de 2006. Sob o comando de Dunga, Lúcio formou uma grande dupla com Juan e tornou-se unanimidade na Seleção entre os torcedores e especialistas, tendo excelente atuações com a camisa canarinha.
A preparação para a Copa do Mundo FIFA de 2010 foi proveitosa, tendo a Seleção conquistado a Copa América de 2007, da qual Lúcio não participou por lesão, e a Copa das Confederações 2009, em que o zagueiro foi destaque, sendo autor do gol que deu o título à equipe, contra os Estados Unidos, na final.
Já na Copa do Mundo de 2010, disputada na África do Sul, acabou mais uma vez vendo seu time sucumbir nas quartas de final, dessa vez contra a Holanda. Esta foi sua única Copa do Mundo como capitão da Seleção Brasileira.

### Era Mano Menezes
Após a Copa, ficou durante alguns meses fora das convocações de Mano Menezes, novo treinador que assumiu depois do Mundial.
No dia 3 de março de 2011, entretanto, Lúcio voltou a ser convocado. Mano Menezes, que já havia avisado que renovaria a Seleção com uma nova safra de jogadores mais jovens, optou agora por mesclá-la com a experiência de jogadores como Lúcio e Júlio César. No dia 4 de junho fez seu jogo de número 100 pela Seleção Brasileira, novamente contra a Holanda, algoz do Brasil na Copa do Mundo anterior. O jogo foi realizado no Estádio Serra Dourada, em Goiânia, e terminou com o placar de 0–0. Já no dia 7 de junho, logo após o amistoso contra a Romênia no Pacaembu, que marcou a despedida de Ronaldo, Mano divulgou a lista de jogadores convocados para a Copa América que seria disputada na Argentina. Lúcio esteve presente e foi titular na competição, formando dupla de zaga com Thiago Silva.

## Estatísticas
Atualizadas até 17 de março de 2018

### Clubes
| Equipe      | Temporada | Campeonato nacional | Campeonato nacional | Copa nacional | Copa nacional | Competições continentais[b] | Competições continentais[b] | Outros torneios[c] | Outros torneios[c] | Total | Total |
| Equipe      | Temporada | Jogos               | Gols                | Jogos         | Gols          | Jogos                       | Gols                        | Jogos              | Gols               | Jogos | Gols  |
| ----------- | --------- | ------------------- | ------------------- | ------------- | ------------- | --------------------------- | --------------------------- | ------------------ | ------------------ | ----- | ----- |
| São Paulo   | 2013      | 10                  | 1                   | –             | –             | 10                          | 0                           | 12                 | 1                  | 32    | 2     |
| São Paulo   | Total     | 10                  | 1                   | 0             | 0             | 10                          | 0                           | 12                 | 1                  | 32    | 2     |
| Palmeiras   | 2014      | 25                  | 2                   | 7             | 0             | –                           | –                           | 15                 | 0                  | 47    | 2     |
| Palmeiras   | Total     | 25                  | 2                   | 7             | 0             | 0                           | 0                           | 15                 | 0                  | 47    | 2     |
| Goa         | 2015      | 14                  | 0                   | –             | –             | –                           | –                           | –                  | –                  | 14    | 0     |
| Goa         | 2016      | 5                   | 0                   | –             | –             | –                           | –                           | –                  | –                  | 5     | 0     |
| Goa         | Total     | 19                  | 0                   | 0             | 0             | 0                           | 0                           | 0                  | 0                  | 19    | 0     |
| Gama        | 2018      | –                   | –                   | –             | –             | –                           | –                           | 7                  | 0                  | 7     | 0     |
| Gama        | Total     | –                   | –                   | –             | –             | –                           | –                           | 7                  | 0                  | 7     | 0     |
| Brasiliense | 2018      | 0                   | 0                   | –             | –             | –                           | –                           | –                  | –                  | 0     | 0     |
| Brasiliense | Total     | 0                   | 0                   | –             | –             | –                           | –                           | –                  | –                  | 0     | 0     |

- b. ^ Jogos da Copa Libertadores da América e da Recopa Sul-Americana
- c. ^ Jogos do Campeonato Paulista e amistosos

Atualizadas até 26 de julho de 2011

### Seleção Brasileira
| Ano   |       |      |
| Ano   | Jogos | Gols |
| ----- | ----- | ---- |
| 2000  | 1     | 0    |
| 2001  | 12    | 0    |
| 2002  | 11    | 0    |
| 2003  | 9     | 0    |
| 2004  | 2     | 0    |
| 2005  | 13    | 2    |
| 2006  | 10    | 0    |
| 2007  | 8     | 1    |
| 2008  | 8     | 0    |
| 2009  | 14    | 1    |
| 2010  | 8     | 0    |
| 2011  | 9     | 0    |
| Total | 105   | 4    |

|    | Data                   | Local                             | Resultado | Adversário             | Competição                     |
| -- | ---------------------- | --------------------------------- | --------- | ---------------------- | ------------------------------ |
| 1. | 9 de fevereiro de 2005 | Hong Kong, China                  | 7–1       | Hong Kong              | Amistoso                       |
| 2. | 12 de novembro de 2005 | Abu Dhabi, Emirados Árabes Unidos | 8–0       | Emirados Árabes Unidos | Amistoso                       |
| –. | 30 de maio de 2006     | Basel, Suíça                      | 8–0       | Luzern                 | Amistoso                       |
| 3. | 9 de setembro de 2007  | Chicago, Estados Unidos           | 4–2       | Estados Unidos         | Amistoso                       |
| 4. | 28 de junho de 2009    | Joanesburgo, África do Sul        | 3–2       | Estados Unidos         | Copa das Confederações de 2009 |

Legenda
|  |                      |
|  | Amistoso não-oficial |

## Títulos
Guará
- Campeonato Brasiliense: 1996

Internacional
- Campeonato Gaúcho: 1997
- Copa São Paulo de Futebol Júnior: 1998

Bayern de Munique
- Bundesliga: 2004–05, 2005–06 e 2007–08
- Copa da Alemanha: 2004–05, 2005–06 e 2007–08
- Copa da Liga Alemã: 2004 e 2007

Internazionale
- Serie A: 2009–10
- Copa da Itália: 2009–10 e 2010–11
- Liga dos Campeões da UEFA: 2009–10
- Supercopa da Itália: 2010
- Copa do Mundo de Clubes da FIFA: 2010

Juventus
- Supercopa da Itália: 2012

Seleção Brasileira
- Copa do Mundo FIFA: 2002
- Copa das Confederações FIFA: 2005 e 2009

### Prêmios individuais
- Bola de Prata da Revista Placar: 2000
- Seleção da Bundesliga:  2000–01, 2001–02, 2002–03, 2003–04, 2004–05 e 2005–06
- Melhor jogador da Bundesliga: 2001–02 e 2003–04
- MasterSix Bola de Ouro: 2007
- Destaque Copa América: 2008
- FIFPro World XI: 2010
- Prêmio Futebol no Mundo: 2009–10
- Melhor Zagueiro Central do Paulistão: 2014
- Seleção de Todos os Tempos do Brasil pela IFFHS (Time C): 2021[66]